# 田伏中子
田伏 中子（たぶせ みつこ、1931年11月23日 - ）は、日本の家事評論家。

## 人物・来歴
中国青島生まれ。九州女子学院卒。1962年離婚し、1983年小林義明（内海海事興業代表）と再婚。銀座松屋の総合コンサルタント、東横学園講師を務めた。

## 著書
- 『独居学入門』毎日新聞社 1972
- 『楽しくなる家事』 (生きた・生き方の本) 好学社 1974
- 『生活の知恵実用集 暮しのコツのコツ』 (実用百科シリーズ)永岡書店 1974
- 『若い人のための冠婚葬祭』 (銀河選書)大和書房 1979
- 『手づくりの暮らし事典 毎日の工夫生きた知恵』 (銀河選書)大和書房 1980
- 『困ったときのあいさつとつきあい 暮らしの中の上手な交際法』 (銀河選書)大和書房 1981
- 『おつきあいのマナー』クロイワ・カズ画 千曲秀版社 1986
- 『迷ったとき、困ったときの冠婚葬祭知恵袋』小学館 1987
- 『暮らし上手の家事百科』家の光協会 1988
- 『冠婚葬祭・おつきあい百科』家の光協会 1988
- 『知ってトクする(秘)家事知恵袋 (早わかりガイド)』小学館 1989

### 共著・監修
- 『月収3万円前後の家庭の食事』 (ホームブックス) 吉沢久子, 東畑朝子共著. 鎌倉書房 1962
- 『結納と結婚の手帳 縁談から結婚まで』 (早わかりガイド)監修 小学館 1991
- 『素敵なブライダル 晴れ舞台までの準備と祝福される演出法』 (センシビリティbooks)監修 同文書院 1992
- 『楽しく手抜き家事 上手に手間をはぶいて快適ライフ』監修 同文書院 1992
- 『裏ワザ家事便利帖 かしこく楽しい手抜き家事のすすめ』監修 同文書院 1996
- 『結婚披露宴のマナーとプラン あなたを幸せにする』監修. 宙出版 1999
- 『家事・整理コツのコツ お部屋を手早く美しく片付ける裏ワザ満載』監修 (ワニ文庫. ワニの役立ち文庫) ベストセラーズ 2000
- 『わかりやすいお葬式の手引きとあいさつ文例』監修. 同文書院 2000